# اضطرابات سويتو
ثورة سويتو في 16 يونيو عام 1976 والتي استمرت نحو ستة أشهر كانت مرحلة تاريخية في حياة جيل كافح ضد حكم الأقلية البيضاء في جنوب أفريقيا آنذاك وامتدت شرارتها إلى كافة أنحاء جنوب أفريقيا مخلفة ما بين 500 و 600 قتيل شاب يحيي آلاف الطلبة الأفارقة بمسيرة في شوارع مدينة سويتو القريبة من جوهانسبرغ منشدين الأغاني واللافتات الذكرى الثلاثين لانتفاضة سويتو قبل ثلاثين عاما ويتقدمهم رئيس جنوب أفريقيا ثابو مبيكي بالإضافة إلى العديد من الزعماء الأفارقة. الانتفاضة والتي يحتفل بذكراها سنويا في يوم مخصص لها هو يوم الشبان تهدف في الأصل إلى الاحتجاج على قرار الحكومة بتعليم التلاميذ السود لغة الأفريكانز أو الافريكانية وهي مشتقة من اللغة الهولندية والتي كان يتحدثها معظم أفراد الأقلية البيضاء ما اعتبر إهانة للكثير من الأفارقة هناك هذا الشعور الحاد بالكبت قبل ثلاثين عاما لدى الطلبة ضد انتهاج الفصل العنصري والوضع الاقتصادي الذي وصف بالبائس، وصفه رئيس جنوب أفريقيا السابق نيلسون مانديلا بنقطة الالتقاء الوطنية لمشاعر شباب ملتهبة بروح الثورة والتمرد.